# Shannon Rutherford
Shannon Rutherford – jedna z bohaterek serialu telewizyjnego "Zagubieni". Grała ją Maggie Grace.
Na początku, po rozbiciu samolotu, cały czas żywi nadzieję, że wkrótce nadejdzie pomoc, dlatego też z obojętnością wobec sytuacji  całe dnie spędza opalając się na plaży. Powszechnie uważana jest za modnisię. Jej przyrodni brat Boone dość długo i bezskutecznie próbuje nakłonić ją do współpracy z pozostałymi rozbitkami. W końcu Shannon przydaje się innym tłumacząc nadawany w nadajniku sygnał w języku francuskim (ponieważ zna ten język), później też pomaga Sayidowi przetłumaczyć kartki znalezione na wyspie, na których – jak się okazuje – znajdują się francuskie słowa piosenki wieńczącej film Gdzie jest Nemo?. Shannon bardzo zaprzyjaźnia się z Sayidem. Między nimi rodzi się większe uczucie.
Z retrospekcji dowiadujemy się, że Boone – potajemnie kochający się w niej – nie jest jej prawdziwym bratem, tylko synem drugiej żony ojca Shannon (tj. bratem przybranym), który był majętnym człowiekiem. Uczyła w szkole baletu i chciała dostać pracę, aby uczyć baletu w Nowym Jorku. Podczas jednego z zajęć, kiedy uczyła małe dziewczynki tańca, otrzymała od macochy wiadomość, że ojciec Shannon miał wypadek, w którego wyniku zmarł. Macocha nienawidziła jej i przed śmiercią jej ojca przekonała go, by cały swój majątek przepisał na nią, a nie na Shannon. Na pogrzeb ojca przyjeżdża też Boone, który w tym czasie przebywa w Nowym Jorku. Kiedy Shannon wreszcie dostaje zawiadomienie o dostaniu upragnionej pracy, okazuje się, że jej karty kredytowe nie działają, nie ma też gotówki. Udaje się więc do macochy, aby wyjaśnić to – jak się wydaje – nieporozumienie. Ta informuje ją o rozporządzeniu spadkiem oraz o tym, że więcej nie będzie jej finansowała. Shannon prosi więc o pomoc Boone'a, któremu jednak nie udaje tego zrobić – bezskutecznie próbuje pożyczyć  pieniądze od matki, która nie godzi się na to, gdyż domyśla się celu pożyczki.
Na wyspie, kiedy ginie Boone, Shannon bardzo zaprzyjaźnia się z Waltem, który – gdy odpływają na tratwie – powierza jej w opiekę swojego psa, Vincenta. Jej kontakty z Sayidem zacieśniają się, spędzają razem noce. Shannon ma wizję Walta, lecz nikt  nie chce jej wierzyć, nawet Sayid. Tym niemniej wkrótce z Sayidem wyruszają na poszukiwania Walta – podczas wędrówki Sayid wyznaje, że ją kocha. Po chwili Shannon widzi Walta i biegnie jego śladem, Sayid próbuje ją dogonić, lecz upada. W tym momencie Shannon zostaje śmiertelnie postrzelona przez Ana-Lucię, która myślała, że Shannon była jedną z "Innych".
W trzecim sezonie pojawia się w odcinku Exposé, w retrospekcji Nikki, kiedy przed startem samolotu kłóci się z Boonem. Nikki pyta wtedy Paula, czy obiecuje jej, że nigdy tak nie skończą. Potem Shannon jest pokazana zaraz po katastrofie samolotu, gdzie zszokowana histerycznie krzyczy, a jeszcze później, kiedy z doktorem Arztem wypytuje Kate, gdzie znalazła broń.